# Гвасто (Изернија)
Гвасто је насеље у Италији у округу Изернија, региону Молизе.
Према процени из 2011. у насељу је живело 291 становника. Насеље се налази на надморској висини од 792 м.